# متونگ
متونگ (به انگلیسی: Matong) یک شهرک در استرالیا است که در نیو ساوت ولز واقع شده‌است.